# Mistrzostwa Polski w kolarstwie przełajowym 1929
Mistrzostwa Polski w kolarstwie przełajowym 1929 odbyły się w Warszawie.

## Wyniki
- Eugeniusz Michalak (Legia Warszawa)[1]
- Jan Głowacki (AKS Warszawa)
- Ryszard Stahl (Legia Warszawa)